# Chlamydera guttata
Chlamydera guttata là một loài chim trong họ Ptilonorhynchidae.

## Hình ảnh

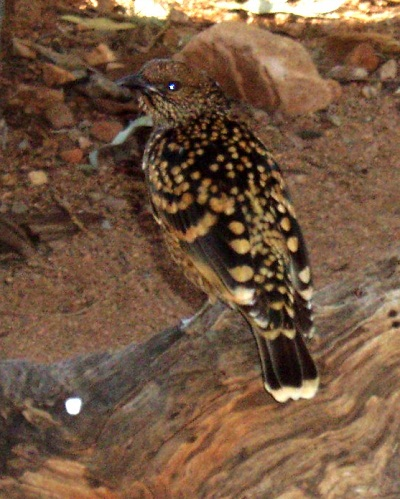
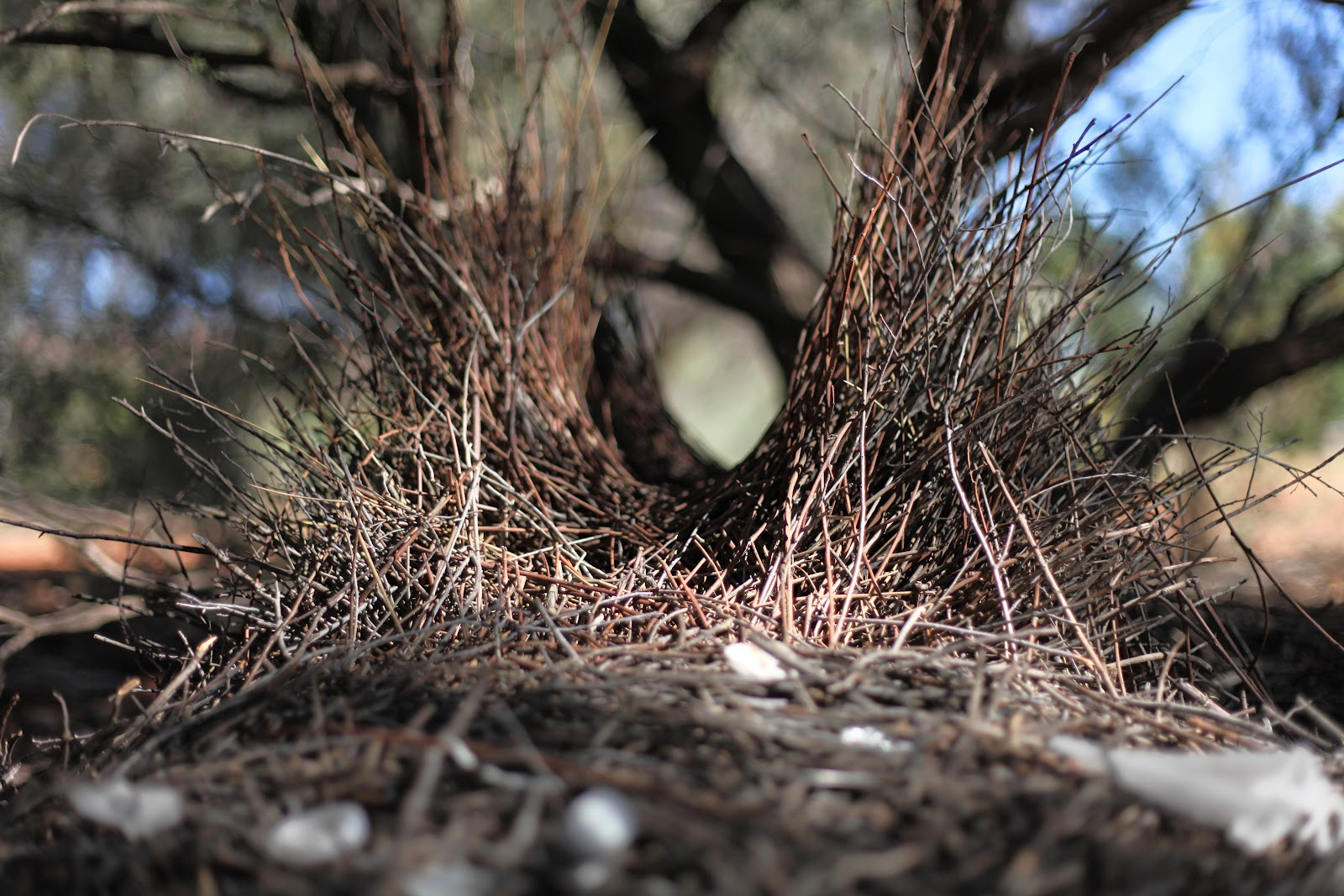
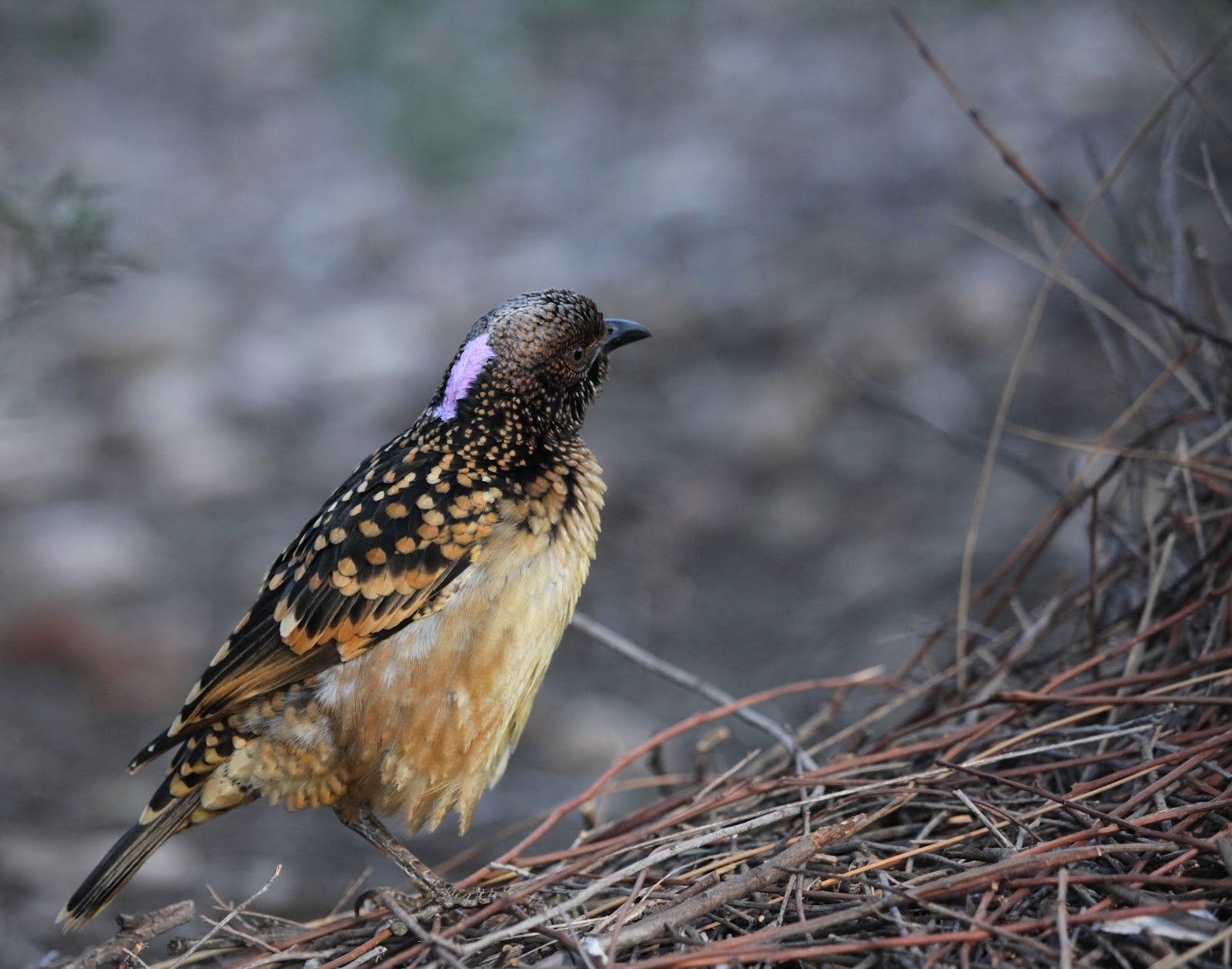